# Associazione Calcio Monza 2020-2021
Questa voce raccoglie le informazioni riguardanti l'Associazione Calcio Monza nelle competizioni ufficiali della stagione 2020-2021.

## Stagione
Nella stagione 2020-2021 il Monza di ritorno in serie B dopo 19 anni, chiude il campionato al 3º posto qualificandosi per i Play-off, dove viene eliminato in semifinale dal Cittadella. La squadra brianzola sempre allenata da Cristian Brocchi parte con grandi ambizioni, ottiene 64 punti, dei quali 34 ottenuti nel girone di andata chiuso al secondo posto, alle spalle dell'Empoli. Un calo nella ripresa non ha permesso ai biancorossi di raggiungere la promozione diretta, che alle spalle degli empolesi arride invece alla Salernitana. Nei Play-off nelle semifinali il Monza il 17 maggio subisce un pesante (3-0) a Cittadella, rimontato parzialmente (2-0) nel ritorno. Sarà il Venezia però a salire da terza in Serie A, superando nelle finali il Cittadella. Nel secondo turno della Coppa Italia il Monza batte (3-0) la Triestina, nel terzo turno pareggia (0-0) a Pordenone, ma passa il turno vincendo (1-4) ai rigori, poi nel quarto turno perde (2-0) a Ferrara con la Spal.

## Divise e sponsor
Lo sponsor tecnico per la stagione 2020-2021 è Lotto mentre lo sponsor ufficiale è WithU. Presenti sulla maglia anche gli sponsor di U-Power, Pontenossa e Febal casa; sui pantaloncini Dell'Orto.
| Casa | Trasferta | Terza divisa |

## Organigramma societario
Dal sito internet ufficiale della società.
Area direttiva
- Proprietario: Silvio Berlusconi (tramite Fininvest S.p.A.)
- Presidente: Paolo Berlusconi
- Amministratore delegato: Adriano Galliani
- Direttore Sportivo: Filippo Antonelli Agomeri
- Direttore operativo: Daniela Gozzi
- Segreteria generale: Davide Guglielmetti
- Team manager e Addetto stampa: Marco Ravasi
- Responsabile commerciale: Fabio Guido Aureli
- Segreteria organizzativa: Fabio Alteri
- Segreteria settore giovanile: Andrea Citterio
- Responsabile settore giovanile: Roberto Colacone
- Responsabile attività di base: Angelo Colombo
- Responsabile infrastrutture: Paolo Facchetti
- Ufficio Marketing e social media: Francesco Bevilacqua

Consiglio di amministrazione
- Membri di amministrazione: Adriano Galliani, Paolo Berlusconi, Danilo Pellegrino,  Leandro Cantamessa, Roberto Mazzo, Elio Lolla, Leonardo Brivio

Area tecnica
- Allenatore: Cristian Brocchi
- Allenatore in seconda: Alessandro Lazzarini
- Allenatore portieri: Luca Righi
- Preparatore atletico: Pietro Lietti
- Medico sociale: Dr. Paolo Santamaria
- Responsabile Sanitario: Antonino Lipari
- Fisioterapisti: Giorgio Incontri

## Rosa
Rosa e numerazione aggiornata al 1 febbraio 2021.
| N. |                      | Ruolo | Calciatore                 |
| -- | -------------------- | ----- | -------------------------- |
| 1  | Italia (bandiera)    | P     | Eugenio Lamanna            |
| 2  | Italia (bandiera)    | D     | Giulio Donati              |
| 3  | Italia (bandiera)    | D     | Armando Anastasio          |
| 4  | Italia (bandiera)    | C     | Nicola Rigoni              |
| 5  | Italia (bandiera)    | C     | Marco Fossati              |
| 6  | Italia (bandiera)    | D     | Giuseppe Bellusci          |
| 7  | Ghana (bandiera)     | C     | Kevin-Prince Boateng       |
| 8  | Italia (bandiera)    | C     | Andrea Barberis            |
| 9  | Danimarca (bandiera) | A     | Christian Gytkjær          |
| 10 | Italia (bandiera)    | A     | Andrea D'Errico (capitano) |
| 11 | Italia (bandiera)    | A     | Mattia Finotto             |
| 12 | Italia (bandiera)    | P     | Daniele Sommariva          |
| 16 | Italia (bandiera)    | C     | Davide Frattesi            |
| 18 | Italia (bandiera)    | D     | Davide Bettella            |
| 19 | Italia (bandiera)    | D     | Filippo Scaglia            |
| 20 | Italia (bandiera)    | C     | Antonino Barillà           |
| 21 | Italia (bandiera)    | C     | Marco Armellino            |

| N. |                               | Ruolo | Calciatore          |
| -- | ----------------------------- | ----- | ------------------- |
| 22 | Italia (bandiera)             | P     | Michele Di Gregorio |
| 23 | Italia (bandiera)             | C     | Matteo Scozzarella  |
| 24 | Croazia (bandiera)            | A     | Mirko Marić         |
| 27 | Italia (bandiera)             | A     | Federico Ricci      |
| 28 | Italia (bandiera)             | C     | Andrea Colpani      |
| 29 | Italia (bandiera)             | D     | Gabriel Paletta     |
| 30 | Brasile (bandiera)            | D     | Carlos Augusto      |
| 31 | Italia (bandiera)             | D     | Mario Sampirisi     |
| 32 | Italia (bandiera)             | D     | Franco Lepore       |
| 35 | Italia (bandiera)             | C     | Luca Lombardi       |
| 45 | Italia (bandiera)             | A     | Mario Balotelli     |
| 47 | Portogallo (bandiera)         | A     | Dany Mota           |
| 66 | Italia (bandiera)             | A     | Davide Diaw         |
| 77 | Croazia (bandiera)            | A     | Antonio Marin       |
| 77 | Italia (bandiera)             | C     | Marco D'Alessandro  |
| 98 | Italia (bandiera)             | D     | Lorenzo Pirola      |
| 99 | Guinea Equatoriale (bandiera) | C     | José Machin         |

## Calciomercato

### Sessione estiva(dal 1º settembre al 5 ottobre)
| Acquisti         | Acquisti             | Acquisti        | Acquisti                                                                                    |
| R.               | Nome                 | da              | Modalità                                                                                    |
| ---------------- | -------------------- | --------------- | ------------------------------------------------------------------------------------------- |
| P                | Michele Di Gregorio  | Inter           | prestito con diritto di opzione                                                             |
| D                | Carlos Augusto       | Corinthians     | definitivo (4 mln €)                                                                        |
| D                | Davide Bettella      | Atalanta        | prestito biennale con obbligo di riscatto                                                   |
| D                | Giulio Donati        |                 | svincolato                                                                                  |
| D                | Lorenzo Pirola       | Inter           | prestito                                                                                    |
| C                | Andrea Barberis      |                 | svincolato                                                                                  |
| C                | Antonino Barillà     | Parma           | definitivo                                                                                  |
| C                | Andrea Colpani       | Atalanta        | prestito biennale con obbligo di riscatto                                                   |
| C                | Davide Frattesi      | Sassuolo        | prestito                                                                                    |
| C                | Kevin-Prince Boateng | Fiorentina      | definitivo                                                                                  |
| C                | Antonio Marin        | Dinamo Zagabria | prestito annuale con diritto e obbligo di riscatto al verificarsi di determinate condizioni |
| A                | Christian Gytkjær    |                 | svincolato                                                                                  |
| A                | Mirko Marić          | Osijek          | definitivo (4,5 mln €)                                                                      |
| Altre operazioni |                      |                 |                                                                                             |
| R.               | Nome                 | da              | Modalità                                                                                    |
| D                | Stefano Negro        | Viterbese       | fine prestito                                                                               |
| C                | Gianluca Barba       | Pontedera       | fine prestito                                                                               |
| C                | Alessandro Di Munno  | Vis Pesaro      | fine prestito                                                                               |
| C                | Filippo Lora         | Ravenna         | fine prestito                                                                               |
| C                | José Machín          | Parma           | riscatto prestito (4 mln €)                                                                 |
| C                | Federico Marchesi    | Lecco           | fine prestito                                                                               |
| C                | Tommaso Morosini     | Südtirol        | riscatto prestito (0,5 mln €)                                                               |
| C                | Nicola Mosti         | Juventus U23    | riscatto prestito                                                                           |
| C                | Andrea Palazzi       | Inter           | riscatto prestito (2 mln €)                                                                 |
| C                | Luca Palesi          | Pro Patria      | fine prestito                                                                               |
| A                | Ettore Gliozzi       | Sassuolo        | riscatto prestito                                                                           |
| A                | Luca Giudici         | Lecco           | fine prestito                                                                               |
| A                | Ettore Marchi        | Juventus U23    | fine prestito                                                                               |
| A                | Dany Mota            | Juventus U23    | riscatto prestito (2,3 mln €)                                                               |
| A                | Hervé Otélé          | Milano City     | fine prestito                                                                               |
| A                | Giacomo Tomaselli    | Gozzano         | fine prestito                                                                               |

| Cessioni         | Cessioni            | Cessioni     | Cessioni         |
| R.               | Nome                | da           | Modalità         |
| ---------------- | ------------------- | ------------ | ---------------- |
| P                | Federico Del Frate  | Pro Sesto    | prestito annuale |
| D                | Michele Franco      | Pro Sesto    | definitivo       |
| D                | Ivan Marconi        | Palermo      | definitivo       |
| D                | Federico Marchesi   | Pro Sesto    | definitivo       |
| D                | Stefano Negro       | Perugia      | prestito         |
| C                | Simone Iocolano     | Lecco        | definitivo       |
| C                | Alessandro Di Munno | Pro Sesto    | prestito         |
| C                | Giorgio Galli       |              | svincolato       |
| C                | Andrea Palazzi      | Palermo      | prestito         |
| C                | Filippo Lora        | Lecco        | definitivo       |
| A                | Andrea Brighenti    | Juventus U23 | definitivo       |
| A                | Cosimo Chiricò      | Ascoli       | definitivo       |
| A                | Ettore Marchi       |              | svincolato       |
| A                | Nicola Rauti        | Torino       | fine prestito    |
| A                | Ettore Gliozzi      | Cosenza      | prestito         |
| Altre operazioni |                     |              |                  |
| R.               | Nome                | da           | Modalità         |
| C                | Gianluca Barba      |              | svincolato       |
| C                | Luca Palesi         |              | svincolato       |
| A                | Luca Giudici        |              | svincolato       |
| A                | Hervé Otélé         |              | svincolato       |
| A                | Giacomo Tomaselli   |              | svincolato       |

### Operazioni tra le due sessioni
| Acquisti | Acquisti        | Acquisti | Acquisti   |
| R.       | Nome            | da       | Modalità   |
| -------- | --------------- | -------- | ---------- |
| A        | Mario Balotelli |          | svincolato |

| Cessioni | Cessioni | Cessioni | Cessioni |
| R.       | Nome     | a        | Modalità |
| -------- | -------- | -------- | -------- |

### Sessione invernale(dal 2 gennaio al 1 febbraio)
| Acquisti | Acquisti           | Acquisti  | Acquisti      |
| R.       | Nome               | da        | Modalità      |
| -------- | ------------------ | --------- | ------------- |
| D        | Armando Anastasio  | Rijeka    | fine prestito |
| C        | Marco D'Alessandro | SPAL      | definitivo    |
| C        | Matteo Scozzarella | Parma     | definitivo    |
| A        | Federico Ricci     | Sassuolo  | prestito      |
| A        | Davide Diaw        | Pordenone | definitivo    |

| Cessioni | Cessioni       | Cessioni        | Cessioni             |
| R.       | Nome           | da              | Modalità             |
| -------- | -------------- | --------------- | -------------------- |
| C        | José Machin    | Pescara         | prestito             |
| C        | Antonio Marin  | Dinamo Zagabria | risoluzione prestito |
| C        | Nicola Rigoni  | Pescara         | prestito             |
| C        | Luca Lombardi  | Teramo          | prestito             |
| C        | Franco Lepore  | Triestina       | definitivo           |
| A        | Mattia Finotto | Pordenone       | prestito             |

### Trasferimenti successivi alla sessione invernale
| Acquisti | Acquisti | Acquisti | Acquisti |
| R.       | Nome     | da       | Modalità |
| -------- | -------- | -------- | -------- |

| Cessioni | Cessioni      | Cessioni       | Cessioni |
| R.       | Nome          | a              | Modalità |
| -------- | ------------- | -------------- | -------- |
| C        | Marco Fossati | Hajduk Spalato | prestito |

## Risultati

### Serie B

#### Girone di ritorno
| Arbitro: | Pairetto (Nichelino) |

|  |           |                        |
|  | Marcatori | 69’ Ayé 78’ Mangraviti |

#### Play-off
| Arbitro: | Ayroldi (Molfetta) |

|                       |           |  |
| Baldini 13’, 22’, 85’ | Marcatori |  |

| Arbitro: | Sacchi (Macerata) |

|                                |           |  |
| Balotelli 58’ D'Alessandro 78’ | Marcatori |  |

### Coppa Italia

#### Turni eliminatori
| Arbitro: | Moriconi (Roma) |

|                                                  |           |  |
| Barillà 23’ Offredi 77’ (aut.) Machin 90’ (rig.) | Marcatori |  |

| Arbitro: | Amabile (Vicenza) |

|                           |                      |                                    |
| Stefani Camporese Scavone | Tiri di rigore 1 – 4 | D'Errico Frattesi Bellusci Barillà |

| Arbitro: | Piccinini (Forlì) |

|                                  |           |  |
| Paloschi 62’ (rig.) Brignola 75’ | Marcatori |  |

## Statistiche
Statistiche aggiornate al 25 settembre 2020.

### Statistiche di squadra
| Competizione | Punti | In casa | In casa | In casa | In casa | In casa | In casa | In trasferta | In trasferta | In trasferta | In trasferta | In trasferta | In trasferta | Totale | Totale | Totale | Totale | Totale | Totale | D.R. |
| Competizione | Punti | G       | V       | N       | P       | Gf      | Gs      | G            | V            | N            | P            | Gf           | Gs           | G      | V      | N      | P      | Gf     | Gs     | D.R. |
| ------------ | ----- | ------- | ------- | ------- | ------- | ------- | ------- | ------------ | ------------ | ------------ | ------------ | ------------ | ------------ | ------ | ------ | ------ | ------ | ------ | ------ | ---- |
| Serie B      | 64    | 18      | 9       | 6       | 3       | 27      | 14      | 19           | 8            | 7            | 4            | 24           | 17           | 37     | 17     | 13     | 7      | 51     | 31     | +20  |
| Coppa Italia | -     | 1       | 1       | 0       | 0       | 3       | 0       | 2            | 0            | 1            | 1            | 0            | 19           | 3      | 1      | 1      | 1      | 3      | 2      | +1   |
| Totale       | -     | 19      | 10      | 6       | 3       | 30      | 14      | 21           | 8            | 8            | 5            | 24           | 11           | 40     | 18     | 14     | 8      | 54     | 33     | +21  |

### Andamento in campionato
| Giornata  | 1  | 2  | 3  | 4  | 5  | 6  | 7 | 8 | 9 | 10 | 11 | 12 | 13 | 14 | 15 | 16 | 17 | 18 | 19 | 20 | 21 | 22 | 23 | 24 | 25 | 26 | 27 | 28 | 29 | 30 | 31 | 32 | 33 | 34 | 35 | 36 | 37 | 38 |
| --------- | -- | -- | -- | -- | -- | -- | - | - | - | -- | -- | -- | -- | -- | -- | -- | -- | -- | -- | -- | -- | -- | -- | -- | -- | -- | -- | -- | -- | -- | -- | -- | -- | -- | -- | -- | -- | -- |
| Luogo     | C  | T  | C  | T  | C  | T  | C | T | C | T  | T  | C  | T  | C  | T  | C  | T  | C  | T  | T  | C  | T  | C  | T  | C  | T  | C  | T  | C  | C  | T  | C  | T  | C  | T  | C  | T  | C  |
| Risultato | N  | N  | N  | N  | P  | V  | V | N | V | P  | V  | V  | P  | V  | V  | V  | N  | N  | V  | N  | N  | V  | P  | V  | N  | N  | V  | P  | V  | P  | N  | N  | P  | V  | V  | V  | V  | P  |
| Posizione | 12 | 13 | 14 | 10 | 12 | 10 | 9 | 9 | 9 | 9  | 9  | 8  | 8  | 6  | 4  | 4  | 4  | 4  | 2  | 2  | 2  | 2  | 3  | 2  | 2  | 3  | 2  | 2  | 2  | 4  | 3  | 4  | 5  | 4  | 4  | 3  | 3  | 3  |

Fonte:  Serie B – Classifica, su legab.it.
Legenda:

Luogo: C = Casa; T = Trasferta. Risultato: V = Vittoria; N = Pareggio; P = Sconfitta.

### Statistiche dei giocatori
| Giocatore       | Serie B  | Serie B | Serie B     | Serie B    | Coppa Italia | Coppa Italia | Coppa Italia | Coppa Italia | Totale   | Totale | Totale      | Totale     |
| Giocatore       | Presenze | Reti    | Ammonizioni | Espulsioni | Presenze     | Reti         | Ammonizioni  | Espulsioni   | Presenze | Reti   | Ammonizioni | Espulsioni |
| --------------- | -------- | ------- | ----------- | ---------- | ------------ | ------------ | ------------ | ------------ | -------- | ------ | ----------- | ---------- |
| A. Anastasio    | 0        | 0       | 0           | 0          | 0+1          | 0            | 0            | 0            | 1        | 0      | 0           | 0          |
| M. Armellino    | 1        | 0       | 0           | 0          | 0            | 0            | 0            | 0            | 1        | 0      | 0           | 0          |
| M. Balotelli    | 1        | 1       | 0           | 0          | 0            | 0            | 0            | 0            | 1        | 1      | 0           | 0          |
| A. Barberis     | 1        | 0       | 0           | 0          | 0+1          | 0            | 0            | 0            | 2        | 0      | 0           | 0          |
| A. Barillà      | 0+1      | 0       | 0           | 0          | 1            | 1            | 0            | 0            | 2        | 1      | 0           | 0          |
| G. Bellusci     | 1        | 0       | 0           | 0          | 1            | 0            | 1            | 0            | 2        | 0      | 1           | 0          |
| D. Bettella     | 0        | 0       | 0           | 0          | 1            | 0            | 0            | 0            | 1        | 0      | 0           | 0          |
| Carlos Augusto  | 0        | 0       | 0           | 0          | 1            | 0            | 0            | 0            | 1        | 0      | 0           | 0          |
| C. Chiricò      | 0        | 0       | 0           | 0          | 0            | 0            | 0            | 0            | 0        | 0      | 0           | 0          |
| A. Colpani      | 1        | 0       | 0           | 0          | 0            | 0            | 0            | 0            | 1        | 0      | 0           | 0          |
| M. D'Alessandro | 0        | 0       | 0           | 0          | 0            | 0            | 0            | 0            | 0        | 0      | 0           | 0          |
| A. D'Errico     | 0+1      | 0       | 0           | 0          | 1            | 0            | 1            | 0            | 2        | 0      | 1           | 0          |
| F. Del Frate    | 0        | 0       | 0           | 0          | 0            | 0            | 0            | 0            | 0        | 0      | 0           | 0          |
| M. Di Gregorio  | 0        | 0       | 0           | 0          | 1            | 0            | 0            | 0            | 1        | 0      | 0           | 0          |
| G. Donati       | 1        | 0       | 0           | 0          | 0            | 0            | 0            | 0            | 1        | 0      | 0           | 0          |
| M. Finotto      | 0+1      | 0       | 0           | 0          | 1            | 0            | 0            | 0            | 2        | 0      | 0           | 0          |
| M. Fossati      | 0        | 0       | 0           | 0          | 1            | 0            | 0            | 0            | 1        | 0      | 0           | 0          |
| D. Frattesi     | 0+1      | 0       | 0           | 0          | 1            | 0            | 0            | 0            | 2        | 0      | 0           | 0          |
| E. Gliozzi      | 0        | 0       | 0           | 0          | 0            | 0            | 0            | 0            | 0        | 0      | 0           | 0          |
| C. Gytkjaer     | 1        | 0       | 0           | 0          | 0            | 0            | 0            | 0            | 1        | 0      | 0           | 0          |
| S. Iocolano     | 0        | 0       | 0           | 0          | 0            | 0            | 0            | 0            | 0        | 0      | 0           | 0          |
| E. Lamanna      | 1        | 0       | 0           | 0          | 0            | 0            | 0            | 0            | 1        | 0      | 0           | 0          |
| F. Lepore       | 0        | 0       | 0           | 0          | 1            | 0            | 0            | 0            | 1        | 0      | 0           | 0          |
| L. Lombardi     | 0        | 0       | 0           | 0          | 0            | 0            | 0            | 0            | 0        | 0      | 0           | 0          |
| J. Machín       | 1        | 0       | 0           | 0          | 0+1          | 1            | 0            | 0            | 2        | 1      | 0           | 0          |
| M. Marić        | 1        | 0       | 1           | 0          | 0+1          | 0            | 0            | 0            | 2        | 0      | 1           | 0          |
| A. Marin        | 0        | 0       | 0           | 0          | 0            | 0            | 0            | 0            | 0        | 0      | 0           | 0          |
| N. Mosti        | 0        | 0       | 0           | 0          | 0            | 0            | 0            | 0            | 0        | 0      | 0           | 0          |
| T. Morosini     | 0        | 0       | 0           | 0          | 0            | 0            | 0            | 0            | 0        | 0      | 0           | 0          |
| D. Mota         | 0+1      | 0       | 0           | 0          | 1            | 1            | 0            | 0            | 2        | 1      | 0           | 0          |
| G. Paletta      | 1        | 0       | 0           | 0          | 0            | 0            | 0            | 0            | 1        | 0      | 0           | 0          |
| L. Pirola       | 1        | 0       | 0           | 0          | 0            | 0            | 0            | 0            | 1        | 0      | 0           | 0          |
| N. Rigoni       | 0        | 0       | 0           | 0          | 0            | 0            | 0            | 0            | 0        | 0      | 0           | 0          |
| M. Sampirisi    | 1        | 0       | 0           | 0          | 0+1          | 0            | 1            | 0            | 2        | 0      | 1           | 0          |
| F. Scaglia      | 0        | 0       | 0           | 0          | 0            | 0            | 0            | 0            | 0        | 0      | 0           | 0          |
| M. Scozzarella  | 0        | 0       | 0           | 0          | 0            | 0            | 0            | 0            | 0        | 0      | 0           | 0          |
| D. Sommariva    | 0        | 0       | 0           | 0          | 0            | 0            | 0            | 0            | 0        | 0      | 0           | 0          |